# Гадрут
Гадрут (азерб. Hadrut) — посёлок в Ходжавендском районе Азербайджана, является центром одноимённого посёлкового административно-территориального округа.

## Этимология
Название селения «га-ду-рут» имеет персидское происхождение и означает «пространство между двух рек». Такая этимология объясняется тем, что по обеим сторонам села протекают две речки — Гюней-чай и Гузей-чай.

## География
Посёлок Гадрут является центром Гадрутского посёлкового административно-территориального округа Ходжавендского района, при этом в состав этого посёлкового административно-территориального округа входят также и сёла Чинарлы, Дагдёшю, Эдиша, Гырмызыгая, Гочбейли, Тагасер. Гадрут находится в центре воронкообразной котловины, окаймлён высокими горами. Вокруг посёлка в Гадрутском ущелье на расстоянии 1-1,5 км друг от друга находятся 10 деревень. В посёлке около родника Хорахпюр сливаются стекающие с окрестных гор реки Гюней-чай и Гузей-чай, образуя реку Гозлу-чай (азерб. Qozluçay) (ореховая река). Из Гадрута выходила туристическая тропа Джанапар.

## История
Точное время основания Гадрута неизвестно, здесь встречаются памятники как языческого, так и раннехристианского и средневекового периодов.
В царское время село Гадрут входило в Джебраильский уезд Елизаветпольской губернии, здесь с 1847 года располагался штаб Полтавского конного казачьего полка.
По состоянию на 1855 год, все жители села были армяно-григорианами и разговаривали между собой по-армянски. По сообщению Давидбекова, датированному 1888 годом, коренного населения в Гадруте было мало; жители были по большей части переселенцами из других местностей, бежавшими от персидских набегов. В 1863 году здесь жило 438 человек, к 1886 году их количество увеличилось до 1835 человек, все жители — армяне. Население было занято садоводством, огородничеством, земледелием, скотоводством, торговлей и ремёслами, а виноградные сады имелись практически у каждого жителя села. В селе располагалась шёлкомотальная фабрика, два базара, церковь, двуклассное земское училище, одноклассная армянская мужская церковно-приходская школа, земская аптека, телеграфная станция.
На Политехнической выставке 1872 года в Москве два выходца из Гадрута — Мосес Дульгерьянц и Ахмед Дашдамир-оглы — были удостоены серебряных медалей за лучшие ковры. С 1877 года здесь действовала паровая шелкомотальня Зурабова, Мурадова и К°. В Гадруте преподавал в ранние годы своей учительской карьеры будущий композитор Узеир Гаджибеков.
В 1923 году селение Гадрут было включено в Автономную область Нагорного Карабаха в составе Азербайджанской ССР, а в 1930 году стало центром новообразованного Дизакского (с 1939 года — Гадрутского) района области. В 1963 году Гадрут получил статус посёлка городского типа. В посёлке располагались завод по переработке винограда, цех по производству ковров, музыкальная и общеобразовательные школы, дом культуры, центральная библиотека и районная больница. В советский период Гадрут имел статус центра Гадрутского посёлкового Совета и районного центра Гадрутского района Нагорно-Карабахской автономной области Азербайджанской ССР.
В 1930 году в Гадруте и окрестных сёлах была вспышка чумы, подавление которой возглавил врач Лев Зильбер.
2 сентября 1991 года на совместной сессии Нагорно-Карабахского областного и Шаумяновского районного Советов народных депутатов была принята Декларация о провозглашении Нагорно-Карабахской Республики в границах Нагорно-Карабахской автономной области (НКАО) и сопредельного Шаумяновского района Азербайджанской ССР.
26 ноября 1991 года Верховный Совет Азербайджанский Республики принял Закон "Об упразднении Нагорно-Карабахской автономной области Азербайджанской Республики". В этом Законе помимо упразднения Нагорно-Карабахской Автономной Области (НКАО), было постановлено в том числе также и переименование Мартунинского района в Ходжаведский, упразднение Гадрутского района, передача территории  упразднённого Гадрутского района в состав Ходжавендского района и включение Ходжавендского района в число районов республиканского подчинения. В настоящее время Гадрут является посёлком и центром Гадрутского посёлкового административно-территориального округа Ходжавендского района Азербайджана.
В результате Карабахского конфликта, Гадрут 2 октября 1992 года, стал контролироваться непризнанной Нагорно-Карабахской Республики (НКР). Согласно административно-территориальному делению непризнанной республики имел статус города, продолжал по-прежнему называться Гадрут (арм. Հադրութ) и был административным центром Гадрутского района НКР.

### Вторая Карабахская война
В ходе начавшейся 27 сентября 2020 года Второй Карабахской войны между вооружёнными силами Азербайджана с одной стороны и вооружёнными силами НКР и Армении с другой, направление на Гадрут стало одним из районов наиболее интенсивных боёв с применением бронетехники и артиллерии, сопровождавшихся многочисленными потерями среди личного состава и боевой техники. По сообщению мэра Гадрута Ваана Савадяна, часть жителей (женщины, дети и старики) была вывезена из Гадрута из соображений безопасности, остальные укрывались в убежищах. Местное население покинуло населённый пункт во время боевых действий в конце сентября, до его занятия азербайджанскими войсками.
В начале октября азербайджанская сторона заявила об освобождении Гадрута от оккупации, однако армянские представители это заявление опровергали. 16 октября Министерство обороны Азербайджана опубликовало видеоподтверждение взятия Гадрута.

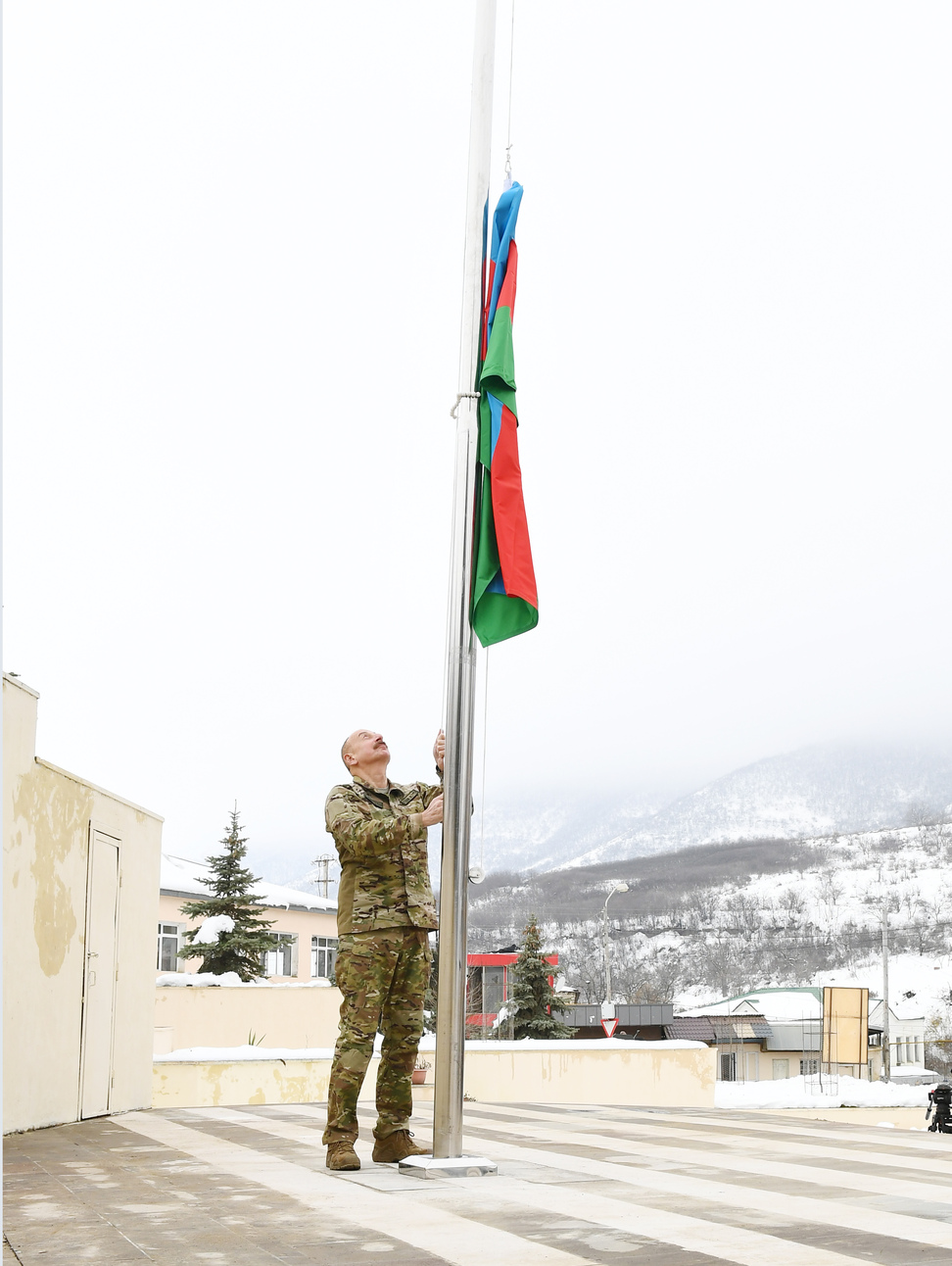
Президент Азербайджана Ильхам Алиев поднимает флаг Азербайджана в Гадруте. 15 марта 2021 года

С падением Гадрута продвижение азербайджанских войск ускорилось.

### Послевоенный период
Уже на следующий день после подписания заявления о прекращении огня 10 ноября по решению Министерства внутренних дел Азербайджана в Гадруте было размещено главное управление полиции Ходжавендского района. 12 ноября в Гадруте начал службу местный отдел Службы государственной безопасности Азербайджана.
В январе 2021 года в рамках восстановительных работ в Гадруте началась замена уличных знаков. Старые названия улиц были заменены на новые, в память об исторических личностях, а также о погибших азербайджанских военнослужащих и Национальных Героях Азербайджана.

Воинская часть в Гадруте

1 февраля 2021 года в Гадруте заработало почтовое агентство отдела обслуживания клиентов Физулинского почтового филиала. 15 марта посёлок посетил президент Азербайджана Ильхам Алиев, принявший участие в церемонии закладки новых автомобильных дорог: Гадрут—Джебраил—Шукюрбейли протяжённостью 43 км и Физули—Гадрут протяжённостью 13 км.
24 июня 2021 года в Гадруте был воздвигнут мемориальный комплекс и установлен памятник «Железный кулак» в честь азербайджанских военнослужащих, погибших во время второй Карабахской войны 2020 года.
9 октября 2021 года в Гадруте был заложен фундамент новой 35-киловольтной узловой подстанции «Гадрут» и новой мечети.
24 декабря 2021 года в Гадруте состоялось открытие воинской части, в которой размещаются силы коммандо.
5 мая 2023 года в Гадруте состоялась церемония открытия узловой подстанции и Центра цифрового управления, а также заложен фундамент жилого квартала на 28 домов.

## Население
В составе Российской империи Гадрут имел статус села, абсолютное большинство населения составляли армяне, так, в 1884 году население составляло 1660 человек, в 1896 году — 1870 чел., в 1908 — 2700 чел., в 1910 году — 2830 чел.
По состоянию на 1 января 1933 года в селе проживало 1703 человека (362 хозяйства), все — армяне.
В 1979 году здесь жило 2173 человек (из них 1955 армян и 188 азербайджанцев).
Согласно Всесоюзной переписи населения СССР 1989 года в Гадруте проживали 2614 человек.
| Год             | 2000 г. | 2001 г. | 2002 г. | 2003 г. | 2004 г. | 2005 г. | 2006 г. | 2007 г. | 2008 г. | 2009 г. | 2010 г. |
| Население, чел. | 2500    | 2500    | 2800    | 2800    | 2700    | 2770    | 3000    | 3000    | 3000    | 3300    | 3400    |

### Национальный состав
| Год переписи  | 1939           | 1970            | 1979            | 2005            |
| армяне        | 2 200 (91,4 %) | ↘1 845 (88,6 %) | ↗1 955 (90,0 %) | ↗2 762 (99,7 %) |
| азербайджанцы | 51 (2,1 %)     | ↗137 (6,6 %)    | ↗188 (8,7 %)    | —               |
| русские       | 129 (5,4 %)    | ↘68 (3,3 %)     | ↘19 (0,9 %)     | ↘3 (0,1 %)      |
| украинцы      | 22 (0,9 %)     | ↘18 (0,9 %)     | ↘2 (0,1 %)      | ▬2 (0,1 %)      |
| другие        | 6 (0,2 %)      | 14 (0,7 %)      | 9 (0,4 %)       | 3 (0,1 %)       |
| всего         | 2 408 (100 %)  | 2 082 (100 %)   | 2 173 (100 %)   | 2 770 (100 %)   |

Местное армянское население покинуло населённый пункт во время боевых действий в конце сентября 2020-го года, до его занятия Азербайджанскими войсками.

## Памятники
Сборник материалов для описания местностей и племён Кавказа за 1888 год выделял следующие археологические памятники в Гадруте и его окрестностях:
- Старое кладбище, называемое «Хин ангастаран» (арм. քոհնայ կամ Հին Հանգստարան) с церковью;
- Останки старых крепостей «Галин-бант» (арм. ղալին բանտ), «Цца-хачигала» (арм. ծծախաչի ղալայ) и «Внеса-сар» (арм. Վնէսա ղալայ);
- Церковь «Спитак Хач» («Белый крест», арм. Սպիտակ խաչ);
- Несколько богомольных мест
- Памятник «Железный кулак»

## Галерея

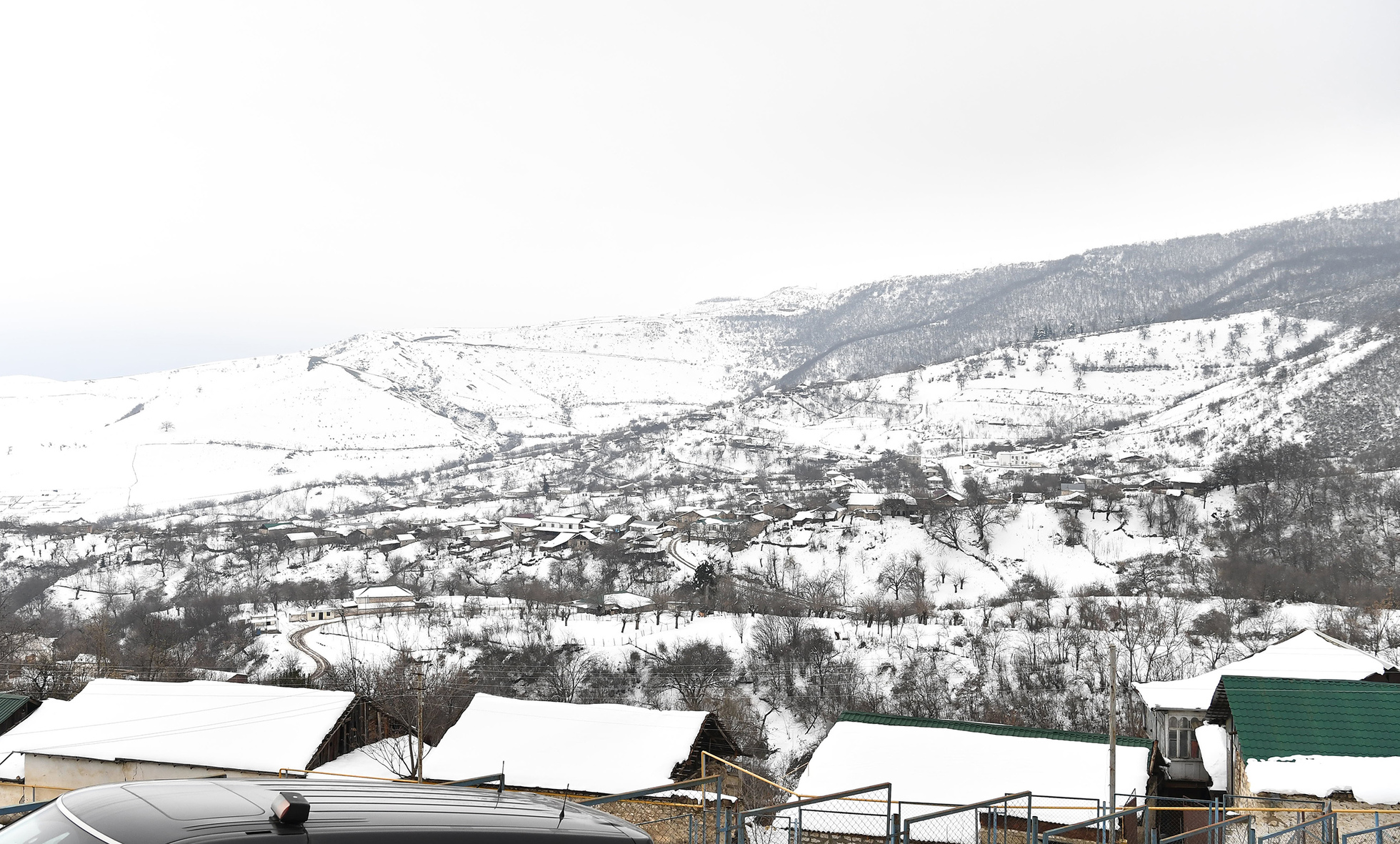
Гадрут в марте 2021 года
Площадь в центре посёлка
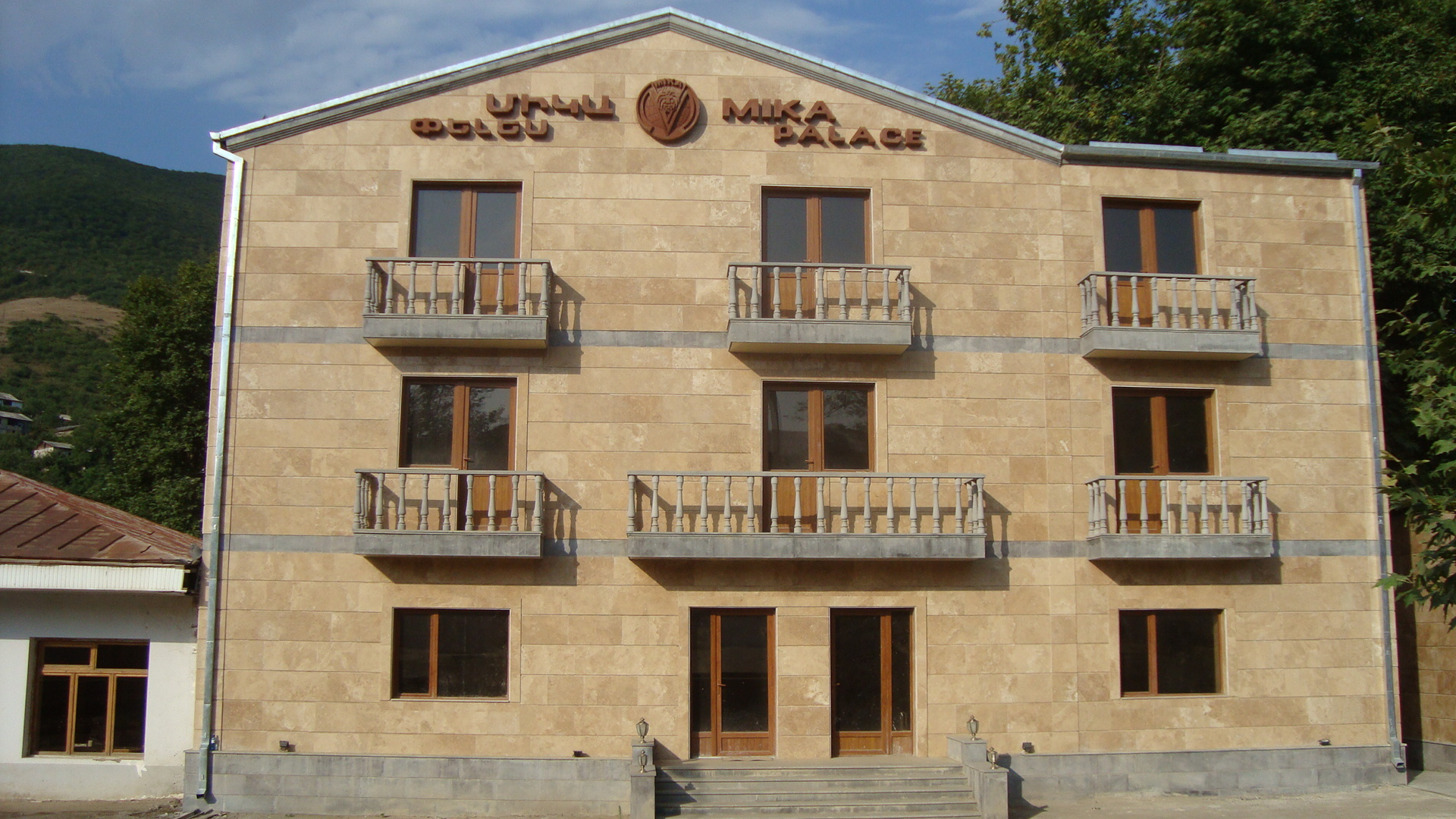
Гостиница в посёлке
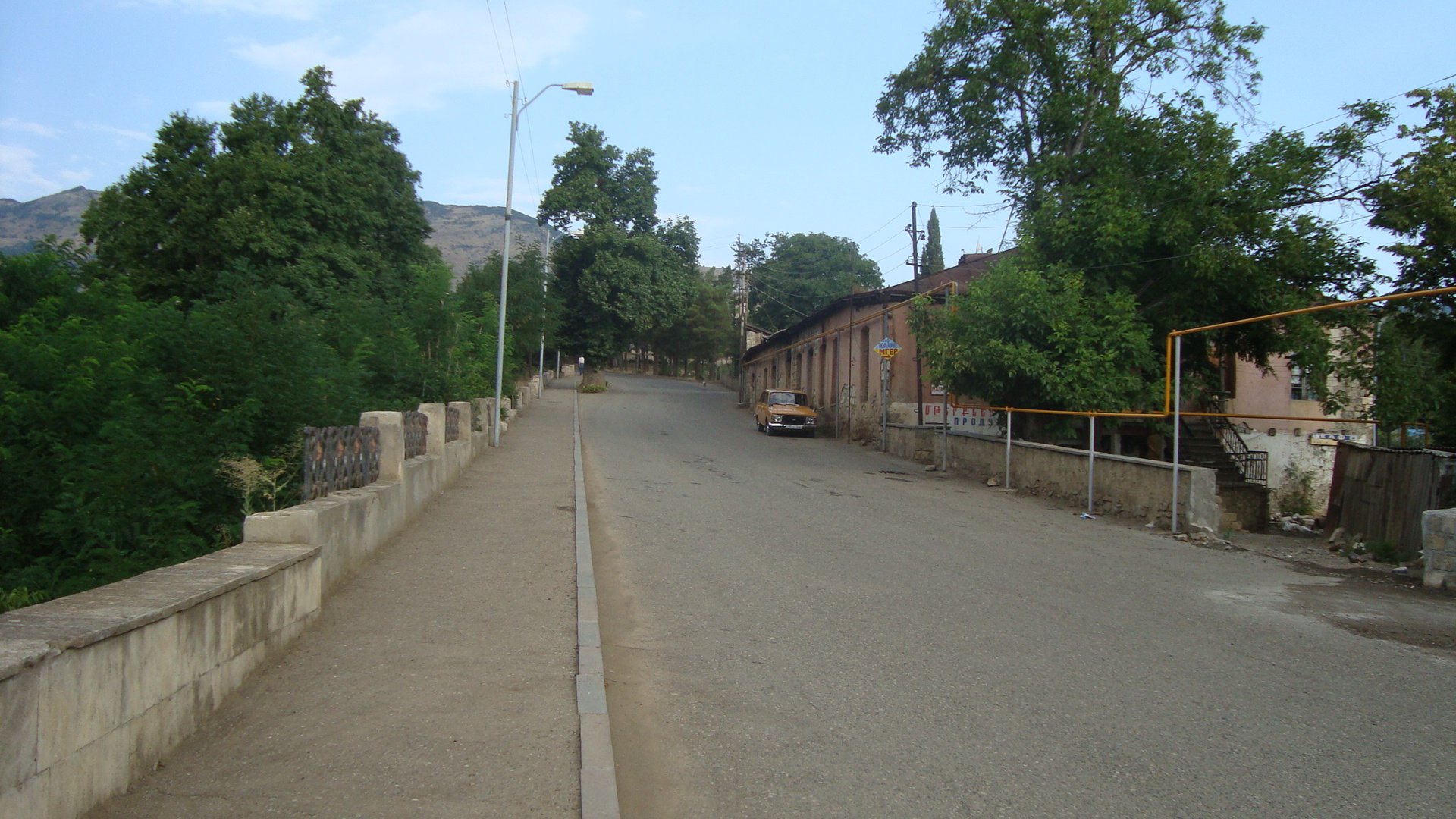
Одна из улиц
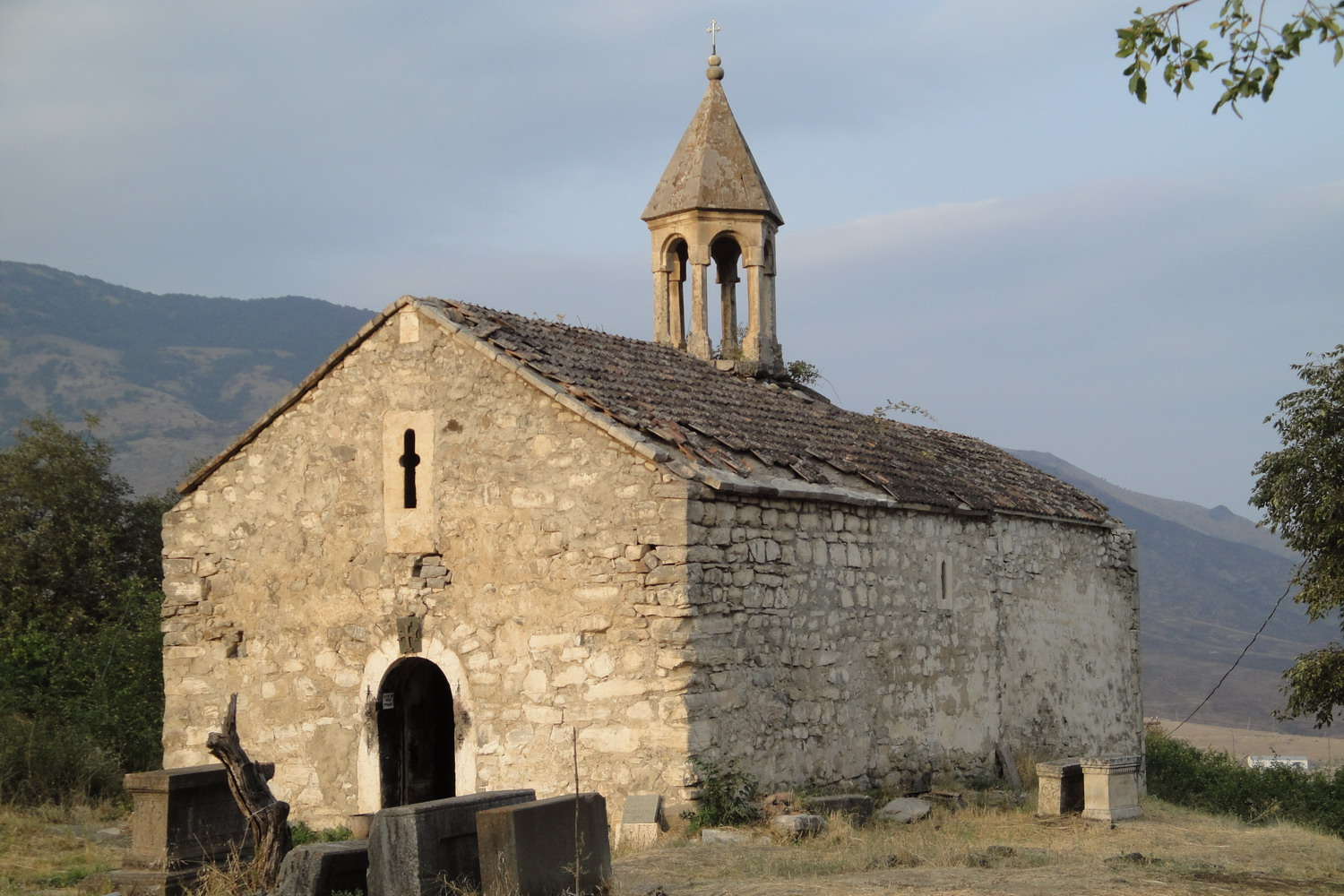
Армянская церковь «Спитак хач», XIV век
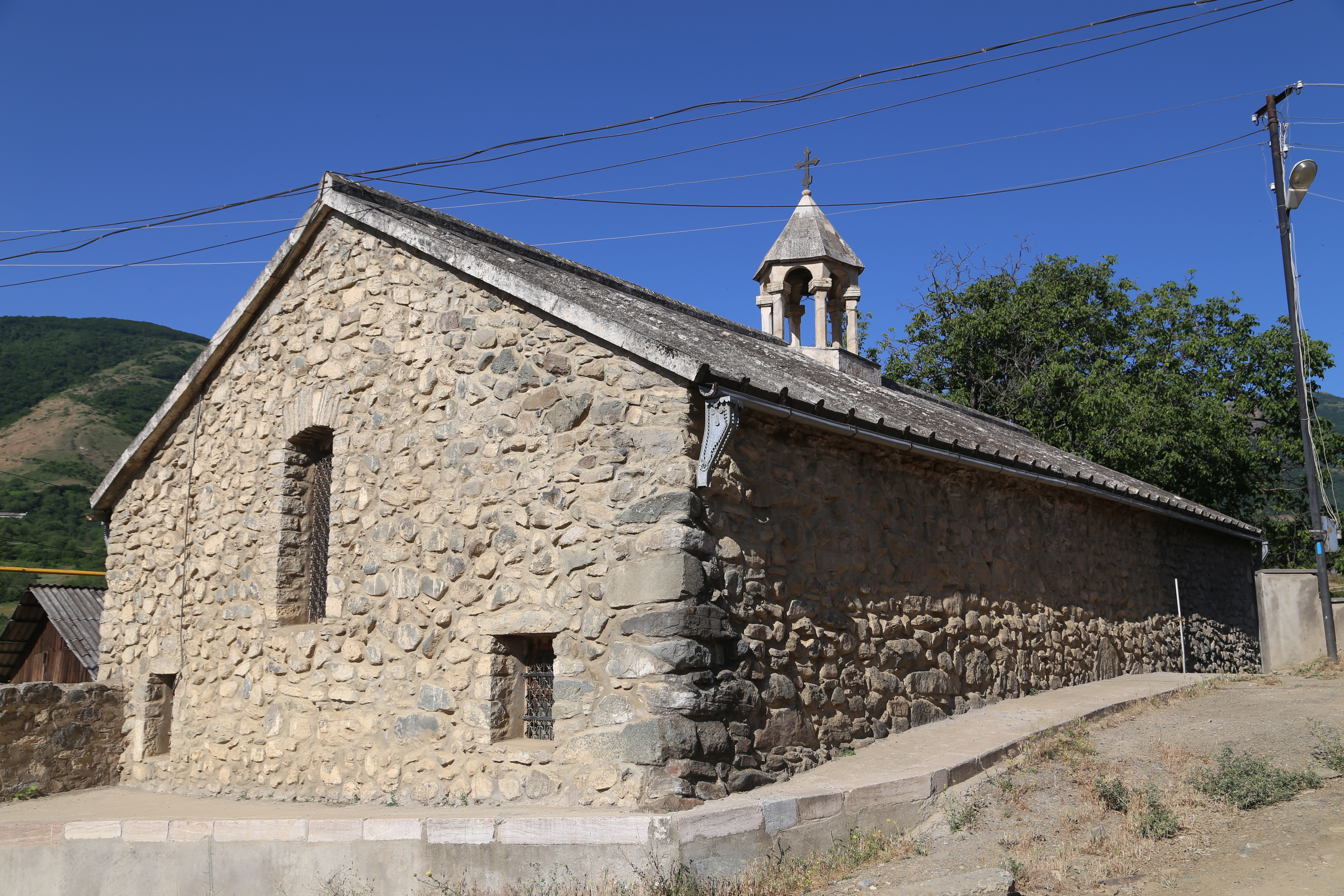
Армянская церковь, XVII век
Памятник в память о погибших жителях в Великой Отечественной войне, 2010 год
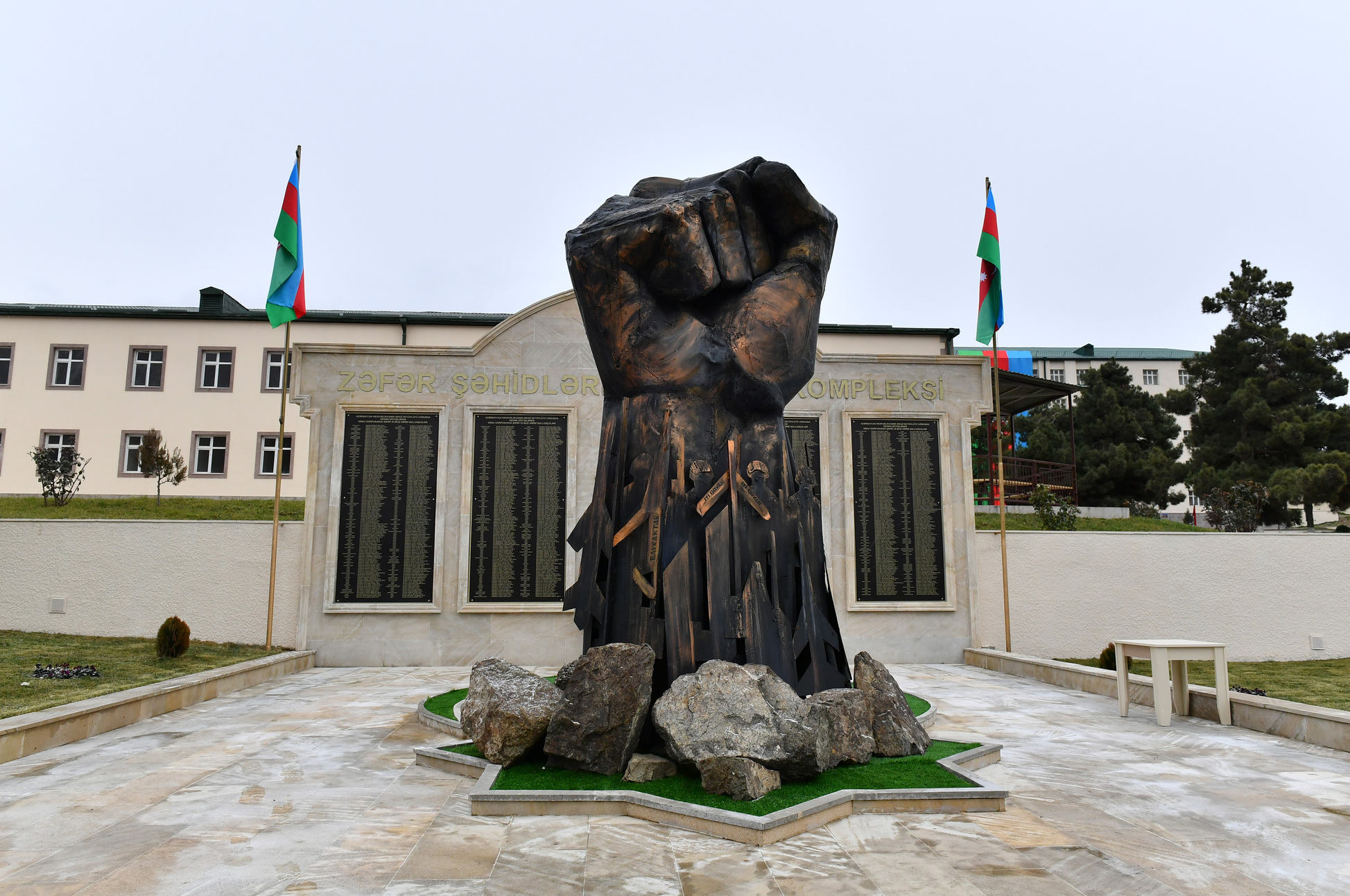
Монумент «Железный кулак», символизирующий победу азербайджанской армии во Второй Карабахской войне, 2021 год